# 王延壽
王延壽（？—？），字文考，一字子山，東漢文学家。

## 生平
文學家王逸之子。曾游鲁国，作《魯靈光殿賦》，叙述汉代建筑與壁画，其辭曰：“巖突洞出，逶迤詰屈。同行數里，仰不見日”又曰“迢嶢倜儻，丰丽博敞，洞轇轕乎，其无垠也。”。蔡邕曾写同名文章未成，但见到王延寿的《魯靈光殿賦》后，大为惊奇，自愧弗如，不再续写。又曾有異夢，作《梦赋》。建和中，溺死于湘水，年仅20多岁。
《文心雕龍‧詮賦》篇說他的《魯靈光殿賦》含飛動之勢，為辭賦之英杰。

## 作品
- 《魯靈光殿賦》，原文魯靈光殿賦